# Stanley (Észak-Dakota)
Stanley település az Amerikai Egyesült Államok Észak-Dakota államában, Mountrail megyében, melynek megyeszékhelye is. Lakosainak száma 2321 fő (2020. április 1.).

## Népesség
A település népességének változása:

| 2010 | 1 458 |
| 2020 | 2 321 |